# Columbanus
Columbanus (Columbán, 'witte duif', provincie Leinster, ca. 540 - Bobbio, 23 november 615) was een Ierse abt, missionaris en stichter van verscheidene kloosters op het Europese vasteland, waaronder dat van Marmoutier in de Elzas. Hij kreeg zijn opleiding in het klooster van Bangor, waar hij ook dertig jaar lang onderricht gaf. Tussen 585 en 590 vertrok hij met twaalf metgezellen (Gallus, Columbanus de Jongere, Deicolus, Attala, Cummain, Eogain, Eunan, Gurgano, Libran, Lua, Sigisbert en Waldoleno) naar Frankrijk, waar hij de abdij van Luxeuil en Fontaines stichtte, alsmede in 587 te La Voivre (Haute-Saône) de abdij van Annegray . Hij schreef voor deze gemeenschappen strenge kloosterregels (Regula monachorum en Regula coenobialis) en een poenitentiale (boeteboek). Deze regels zijn in de 9e eeuw door de Regel van Benedictus vervangen.
Columbanus werd vriendelijk door koning Gontram van Bourgondië ontvangen. Omdat hij de koning verweet vier buitenechtelijke kinderen te hebben, wat als zedeloos gold, werd hij in 610 door koningin Brunhilde van Austrasië, Gontrams schoonzus, uit Bourgondië weggejaagd. Na een omzwerving door Zwitserland kwam hij in 614 in Italië terecht, in het Lombardijnse koninkrijk van Agilulf en Theodelinde, waar hij het klooster van Bobbio stichtte. Hij overleed in Bobbio in 615.
Columbanus was een tegenstander van het arianisme. Hij kwam in conflict met sommige Frankische bisschoppen over de berekening van de Paasdatum omdat hij vasthield aan de methode die gebruikelijk was in het Keltische christendom (zie Quartodecimanen). Als Ierse missionaris op het vasteland heeft hij een aanzienlijke invloed gehad op de godsdienstige en culturele ontwikkeling van West-Europa. Hij werd later heilig verklaard.
Sint-Columbanus moet worden onderscheiden van zijn tijdgenoot Columba van Iona, de heiligverklaarde stichter van de abdij op het eiland Iona, missionaris bij de Picten in Schotland. In de 10e eeuw was Columbanus van Gent werkzaam, eveneens een Ierse monnik.